# ألان سكوت (كاتب)
ألان سكوت (بالإنجليزية: Allan Scott)‏ هو كاتب سيناريو أمريكي، ولد في 23 مايو 1906 في Arlington, New Jersey ‏ في الولايات المتحدة، وتوفي في 13 أبريل 1995 في سانتا مونيكا في الولايات المتحدة.

## وصلات خارجية
- ألان سكوت على موقع IMDb (الإنجليزية)
- ألان سكوت على موقع أول موفي (الإنجليزية)
- ألان سكوت على موقع قاعدة بيانات برودواي على الإنترنت (الإنجليزية)
- ألان سكوت على موقع قاعدة بيانات الأفلام السويدية (السويدية)
- ألان سكوت على موقع قاعدة بيانات الفيلم (الإنجليزية)
- ألان سكوت على موقع كينوبويسك (الروسية)